# Discobola tessellata
Discobola tessellata är en tvåvingeart som först beskrevs av Osten Sacken 1894.  Discobola tessellata ingår i släktet Discobola och familjen småharkrankar. Inga underarter finns listade i Catalogue of Life.